# Barbara Kirchner
Barbara Kirchner (* 1970 in Freiburg im Breisgau) ist eine deutsche Chemikerin und Schriftstellerin.

## Leben
Kirchner absolvierte von 1990 bis 1998 ein Studium der Chemie an den Universitäten in Freiburg im Breisgau
und Mainz, an der Technischen Universität Chemnitz sowie an der Universität Basel, wo sie 1999 promovierte. Anschließend forschte sie als Post-Doktorandin in Brisbane (Australien), Stuttgart, Bochum, Zürich und Bonn. 2006 habilitierte sie sich an der 
Universität Bonn. Seit 2007 lehrte sie als Professorin für Theoretische Chemie an der Universität Leipzig, seit 2013 leitet sie die Arbeitsgruppe für Theoretische Chemie und Flüssige Phasen am Institut für Physikalische und Theoretische Chemie der Universität Bonn. Neben ihrer wissenschaftlichen Arbeit veröffentlicht Kirchner erzählende Prosa und Essays.

## Werke
- Quadrupol-Kopplungskonstante und quadrupolare Spin-Gitter-Relaxation aus der Sicht der klassischen Moleküldynamiksimulation, Basel 1999
- Die verbesserte Frau, Verbrecher Verlag Berlin 2002
- Schwester Mitternacht, Verbrecher Verlag Berlin 2002 (zusammen mit Dietmar Dath)
- Der Hochzeitstag, Frankfurt a. M. 2003
- Theory of complicated liquids, Amsterdam [u. a.] 2007
- Der Implex. Sozialer Fortschritt: Geschichte und Idee (mit Dietmar Dath). Berlin: Suhrkamp Verlag 2012, ISBN 978-3-518-42264-9.
- Dämmermännerung. Neuer Antifeminismus, alte Leier. Hamburg: konkret Verlag 2014, ISBN 978-3-930786-69-5